# 海棠镇 (重庆市)
海棠镇，是中华人民共和国重庆市长寿区下辖的一个乡镇级行政单位。

## 行政区划
海棠镇下辖以下地区：
海棠村、小河村、龙凤村、庄严村、古林村、建生村、清泉村、土桥村和金子村。